# Elaeocarpus lucidus
Elaeocarpus lucidus är en tvåhjärtbladig växtart som beskrevs av William Roxburgh. Elaeocarpus lucidus ingår i släktet Elaeocarpus och familjen Elaeocarpaceae. Inga underarter finns listade i Catalogue of Life.